# Comté de Waroona
Le Comté de Waroona est une zone d'administration locale dans le sud-ouest de l'Australie-Occidentale en Australie à environ 110 km au sud de Perth. 
Le comté est divisé en un certain nombre de localités:
- Hamel
- Lake Clifton
- Nanga Brook
- Preston Beach
- Wagerup
- Waroona

Il a 8 conseillers locaux sur 4 circonscriptions:
- Town Ward (4 conseillers)
- East Ward (1 conseiller)
- West Ward (1 conseiller)
- Coastal Ward (2 conseillers)